# Perak
Perak (známý také pod arabským názvem Darul Ridzuan) je sultanát a jeden z federálních států Malajsie. Perak se nachází v západní části Malajsie na pobřeží Malackého průlivu. Hraničí na severozápadě s malajsijským státem Kedah, na severu s Thajskem (provincie Yala a Narathiwat), na východě je pohořím Titiwangsa oddělen od malajsijským států Kelantan a Pahang, na jihu sousedí se státem Selangor. Hlavním a největším městem Peraku je Ipoh, čtvrté největší město Malajsie, ležící téměř ve středu státu. Sídlem sultána je Kuala Kangsar, které se nachází 25 km severozápadně od Ipohu. Perak má populaci 2,5 miliónu obyvatel a rozlohu 20 976 km² což z něj dělá čtvrtý největší a pátý nejlidnatější stát Malajsie.
Státním zřízením je Perak konstituční monarchií v čele se sultánem, který je hlavou Islámu na území státu a disponuje výkonnými pravomocemi. Pozice perackého sultána není na rozdíl od většiny malajských sultánů klasicky dědičná, ale vládnoucí sultán jmenuje šestičlennou následnickou linii, resp. obsazuje uprázdněné posty v této linii, mužskými příslušníky vládnoucí dynastie. Každodenní záležitosti má na starosti vláda (předseda vlády a deset ministrů), kterou jmenuje sultán ze členů nejsilnější parlamentní strany. Státní parlament (Dewan Undangan Negeri Perak), který má 59 členů volených na pět let, v jednomandátových obvodech. Volby do státního parlamentu se konají souběžně s federálními volbami.
Perak patří k heterogennějším státům Malajsie. Obyvatelstvo státu tvoří z 53 % tvoří Malajci, 28 % Číňané, 11 % Indové a další. Většina populace vyznává sunnitský islám (55 %), který je státní náboženství. Další rozšířená náboženství jsou buddhismus (25,4 %), hinduismus (10,9 %), křesťanství (4,3 %), taoismus (1,7 %) a tradiční čínské náboženství (0,8 %).
Přibližně polovinu státu, především v jihozápadní části tvoří nížina, zatímco na severu a východě se nachází pohoří Titiwangsa, ve kterém u hranic s Thajskem pramení řeka Perak, která je s délkou 400 km druhou nejdelší řekou v Malajsii.
Největším sektorem místní ekonomiky jsou služby (61 %), následovány průmyslem (22 %) a zemědělstvím a těžbou surovin (16 %).
Peracký sultanát byl založen v roce 1528 sultánem Muzaffarem Šáhem, jedním ze synů svrženého posledního malackého sultána. Druhý syn malackého sultána založil Johorský sultanát na samém jihu poloostrova. Sultán Peraku Abdalláh Muhammad Šáh II. požádal v roce 1873 Brity o pomoc v boji o moc v sultanátu a poté s nimi následujícího roku uzavřel Pangkorskou smlouvu. Ve smlouvě jim mj. odstoupil území Dinding (města Lumut a Sitiawan při ústí řeky Perak a přilehlý ostrov Pangkor). Došlo tak k upevnění britské moci nad sultanátem. V roce 1895 vytvořil Perak společně s dalšími Brity ovládanými sultanáty Selangor, Negeri Sembilan a Pahangem tzv. Federované malajské státy. V letech 1941 až 1945 byl společně s celým Malajskem pod japonskou okupací. Po druhé světové válce v roce 1946 došlo ke sloučení Federovaných malajských států s Malakkou a Penangem (předtím součást kolonie Průlivových osad) a sultanátů Johor, Kedah, Kelantan, Perlis a Terengganu do Malajské unie, která se o dva roky později přeměnila na Malajskou federaci. Sloučením federace se Singapurem, Sarawakem a Sabahem vznikla v roce 1963 Malajsie, jejímž spolkovým státem se stal Perak.